# Schaereria
Schaereria ist die einzige Gattung der Schaereriaceae, die wiederum die einzige Familie der Ordnung der Schaereriales innerhalb der Schlauchpilze (Ascomycota) sind. Sie sind Flechten.

## Merkmale
Alle Arten von Schaereria  besitzen einen krustenförmigen bis fein beschuppten Thallus. Als Fruchtkörper werden schwarze Apothecien gebildet, die
halb geschlossen sind (hemiangiocarp) und einen wie bei den Lecideales ausdauernden Rand besitzen. Das Excipulum ist becherförmig. Die Schläuche sind lang zylindrisch ohne Hohlraum (Tholus), der als einen eigenen Typus (Schaereria-Typ) beschrieben ist, und immer mit acht Sporen. Diese sind durchscheinend, dünnwandig und einzellig. Sie sind kugelig bis elliptisch. Die Paraphysen sind frei und oben wenig ästig.

## Lebensweise und Verbreitung
Schaereria-Arten sind Flechten mit Grünalgen aus der Familie der Trebouxiaceae als Algenpartner.

## Systematik und Taxonomie
Schaereria wurde bereits 1855 von Gustav Wilhelm Körber erstbeschrieben, der Gattungsname ehrt den Schweizer Mykologen Ludwig Emanuel Schaerer (1785–1853). Die Familie Schaereriaceae wurde dann 1949 von Maurice Gustave Benoit Choisy verwendet, aber es fehlte noch die damals nötige lateinische Diagnose. Daher wurde sie dann 1984 von Joseph Hafellner gültig erstbeschrieben. Die Ordnung wurde 2018 von Thorsten Lumbsch und Steven D. Leavitt beschrieben. Die Gattung  Schaereria enthält 16 Arten.